# Wang Yuwei
Dans ce nom chinois, le nom de famille, Wang, précède le nom personnel.
Pour les articles homonymes, voir Wang.
Wang Yuwei (en chinois : 王宇微), née le 16 juillet 1991 à Hulunbuir (Mongolie-Intérieure), est une rameuse chinoise. Elle est médaillée de bronze en huit féminin aux Jeux olympiques d'été de 2020.

## Carrière
Avec l'équipage chinois, elle remporte la médaille de bronze en huit féminin aux Jeux olympiques d'été de 2020 derrière les Canadiennes et les Néo-Zélandaises.

## Palmarès

### Jeux olympiques
- médaille de bronze en huit féminin aux Jeux olympiques d'été de 2020 à Tokyo

### Jeux asiatiques
- médaille d'or en quatre de couple féminin aux Jeux asiatiques de 2014 à Incheon